# Czas siania i czas zbierania
Czas siania i czas zbierania – drugi tom cyklu Teodora Parnickiego Nowa baśń wydany w 1962 roku.

## O powieści
Parnicki pracował na drugim tomem Nowej baśni w pierwszej połowie 1962. Ukończył go w kwietniu. Powieść ukazała się nakładem PIW-u w 1962. Podtytuł utworu pochodzi z Księgi Koheleta w tłumaczeniu Biblii Brzeskiej: Czas rodzenia, czas umierania; czas siania i czas zbierania rzeczy sianych. Powieść napisana w tym samym, co Tylko Beatrycze roku i wydana kilka miesięcy po niej stanowi nawiązanie do pierwszego tomu cyklu, ale właśnie poprzez powieść o Stanisławie.

## Tło
Akcja umieszczona w XV wieku opowiada o kolejnej historycznie próbie dotarcia do Przeciwziemi. Kolejnym poszukiwaczem Graala jest w niej Iwen Słonina, uważający się za dalekiego potomka Eryka biskupobójcy z pierwszego tomu. Podobnie jak Eryk jest zdrajcą obozu maluczkich. Drugim celem jego wyprawy jest wywiezienie za Atlantyk Joanny d’Arc, potajemnie ocalonej przed stosem i skazanej na wygnanie do Toltecji.
Czytelnik nie towarzyszy Iwenowi w jego wyprawie. Przedziera się natomiast przez zapis jego przygód, bada jego wiarygodność, tropi tożsamość autora i jego ukryte intencje. Fragmenty tekstu napisanego w Toltecji przez Iwena obrastają przypisami, glosami, komentarzami. Wyłania się z niego obraz człowieka, jak wcześniejsi bohaterowi Parnickiego, żyjącego w świecie swojej wybujałej wyobraźni, owładniętego jedną namiętnością, patrzącego na rzeczywistość poprzez doznane urazy i krzywdy będące udziałem bękarta. Osobisty los Iwena, tak jak i los bohatera poprzedniej powieści, zostaje wplątany w rozgrywki możnych tego świata. Walka by opanować Toltecję jest bowiem rozgrywką o wielką stawkę, którą są pieniądze i władza albo ubóstwo i bunt. Droga do Ameryki została już bowiem odkryta. Krzysztof Colon pokazał jak tam dotrzeć każdemu, kto będzie miał okręty i działa.

## Walka maluczkich z wielmożami
Wyprawy Kolumba zostają włączone w nowobaśniową mitologię Atlantydy i poszukiwaczy Graala, w dialektykę walki maluczkich z wielmożami. Interpretację odkrycia i podboju Ameryki, jaką daje Parnicki, streszcza podtytuł powieści. Marzeniem mieszańców, nowochrzczeńców, bękartów i wszystkich wydziedziczonych jest dotarcie do Atlantydy i założenie tam wraz z Atlantami szczęśliwego królestwa, które byłoby niedostępne wielmożom. Trwa jeszcze czas siania nadziei na takie królestwo. Iwen sądzi, że czas zbierania trzeba przyspieszyć, nawet przemocą. Potrzebne są mu do tego tylko okręty i działa. Ale taki wybór środków jest już zdradą maluczkich. Bo to wielmoże chcą przyjść do Atlantów z mieczem. Dlatego Iwen nie dostanie od rodziny Santa Maria ani dział, ani okrętów. Biskup Paweł de Santa Maria, nowochrzczeniec z rodziny żydowskiej, chce nawrócić Atlantów krzyżem i słowem ognistym. Iwen wybucha śmiechem, czytając o tym jego naiwnym marzeniu. I syn biskupa Pawła, też nowochrzczeniec i też biskup, Alfons de Santa Maria, przyznaje Iwenowi rację, ale też nie daje mu okrętów i dział. Uważa, że jest jeszcze za wcześnie, by jechać do Atlantów z samym krzyżem i słowem. Nie nadszedł jeszcze czas żniw. O tym kiedy nadejdzie, wie tylko Pan żniwa. Może za pięćset lat. Być może wtedy po obu stronach oceanu ludzie dojrzeją do kontaktów, które by nie były gwałtem i rabunkiem. Koniec drugiego tomu, a potem tom trzeci i czwarty Nowej baśni ukazują jak się spełniło to marzenie, ukazują podbój i grabież Meksyku.